# Dyscia eisenbergi
Dyscia eisenbergi är en fjärilsart som beskrevs av Hörhammer 1959. Dyscia eisenbergi ingår i släktet Dyscia och familjen mätare. Inga underarter finns listade i Catalogue of Life.